# Antología de... Los Speakers
Antología de... Los Speakers es el primer álbum recopilatorio (oficial) de la legendaria banda colombiana de Rock and Roll The Speakers, publicado en el año 2008 por el sello discográfico Bambuco fabricado y distribuido por Sonotec en formato CD, este disco doble contiene 42 canciones del grupo contenidas en los diferentes trabajos prensados en los años 60 por Discos Bambuco.

## Carátula
La portada del disco es una reproducción fiel de La Casa del Sol Naciente con la adición del título Antología de... Los Speakers mientras que los discos se titulan Lado A y Lado B, como si se tratara de un LP. 

## Recopilación
Esta antología incluye la casi totalidad de temas grabados por la legendaria banda Bogotana con Bambuco, se dejaron fuera únicamente dos Jingles de Milo A Go-Go EP posiblemente por derechos de marca, sin embargo, no incluye ningún tema del primer álbum ya que este se prenso por el Sello Vergara, ni del aclamado En el maravilloso mundo de Ingesón que se editó de forma independiente en 1968, pese a lo anterior es el primer y único disco recopilatorio original de la agrupación.

## Lista de canciones
| Lado A | |                  |          |  |
| N.º    | Título | Escritor(es)     | Duración |  |
| 1.     | «Todo Está bien» (de La casa del sol naciente, 1965)                                                       | G. Marsden       | 2:18     |  |
| 2.     | «Satisfaction» (de La casa del sol naciente, 1965)                                                         | Jagger-Richards  | 3:31     |  |
| 3.     | «Tu amor» (de La casa del sol naciente, 1965)                                                              | L. Dueñas        | 2:26     |  |
| 4.     | «Si quisieras ser mi amor» (de La casa del sol naciente, 1965)                                             | Lennon-McCartney | 2:08     |  |
| 5.     | «El profeta habla del fin» (de La casa del sol naciente, 1965)                                             | R. García        | 2:28     |  |
| 6.     | «Roll Over Beethoven» (de La casa del sol naciente, 1965)                                                  | Berry            | 2:41     |  |
| 7.     | «Juanita banana» (de La casa del sol naciente, 1965)                                                       | Haward-Kenton    | 2:29     |  |
| 8.     | «Buen viaje» (de La casa del sol naciente, 1965)                                                           | Lennon-McCartney | 2:58     |  |
| 9.     | «Cantemos victoria» (de La casa del sol naciente, 1965)                                                    | Haendel          | 2:22     |  |
| 10.    | «La casa del sol naciente» (de La casa del sol naciente, 1965)                                             | Tradicional      | 4:51     |  |
| 11.    | «Campanas de libertad» (de La casa del sol naciente, 1965)                                                 | Dylan            | 3:32     |  |
| 12.    | «Quieres verme» (de La casa del sol naciente, 1965)                                                        | Lennon-McCartney | 3:15     |  |
| 13.    | «Mr. Spaceman» (de Tuercas, Tornillos y Alicates, 1966)                                                    | Jim McGuinn      | 2:07     |  |
| 14.    | «El sorbito de champagne» (de Tuercas, Tornillos y Alicates, 1966)                                         | Los Brincos      | 2:33     |  |
| 15.    | «Glendora» (de Tuercas, Tornillos y Alicates, 1966)                                                        | Ray Stanley      | 2:34     |  |
| 16.    | «Encuentro en el harlem español» (de Tuercas, Tornillos y Alicates, 1966)                                  | Dylan            | 1:52     |  |
| 17.    | «El escritor de novelas» (de Tuercas, Tornillos y Alicates, 1966)                                          | Lennon-McCartney | 2:05     |  |
| 18.    | «Cantos a las catástrofes No 5» (de Tuercas, Tornillos y Alicates, 1966)                                   | R. García        | 2:49     |  |
| 19.    | «Borracho» (de Tuercas, Tornillos y Alicates, 1966)                                                        | Los Brincos      | 2:04     |  |
| 20.    | «Tu eres gente que no encuentras nunca quien te quiera de verdad» (de Tuercas, Tornillos y Alicates, 1966) | L. Dueñas        | 2:19     |  |
| 21.    | «Telstar» (de Milo A Go-Go EP, 1966)                                                                       | Joe Meek         | 2:56     |  |
| 56:18  | |                  |          |  |

| Lado B |                                                                |                              |          |  |
| N.º    | Título                                                         | Escritor(es)                 | Duración |  |
| 1.     | «Vete ya» (de Tuercas, Tornillos y Alicates, 1966)             | Sainz-Sequeros               | 2:00     |  |
| 2.     | «See see rider» (de Tuercas, Tornillos y Alicates, 1966)       | Ma Rainey                    | 3:12     |  |
| 3.     | «Él era un amigo mío» (de Tuercas, Tornillos y Alicates, 1966) | H. Monroy                    | 2:25     |  |
| 4.     | «Niebla» (de Tuercas, Tornillos y Alicates, 1966)              | H. Monroy                    | 2:09     |  |
| 5.     | «Te olvidaré» (de Los Speakers IV, 1967)                       | Ó. Lasprilla                 | 2:32     |  |
| 6.     | «18» (de Los Speakers IV, 1967)                                | R. García                    | 2:13     |  |
| 7.     | «Un Hombre Triste» (de Los Speakers IV, 1967)                  | H. Monroy                    | 2:14     |  |
| 8.     | «Regresaste» (de Los Speakers IV, 1967)                        | R. Fiorilli                  | 2:21     |  |
| 9.     | «Uno, Dos, Tres» (de Los Speakers IV, 1967)                    | Ó. Lasprilla                 | 3:06     |  |
| 10.    | «Tu Canción de Amor» (de Los Speakers IV, 1967)                | R. García                    | 3:07     |  |
| 11.    | «Rancho 'Barra Cruzada» (de Los Speakers IV, 1967)             | R. Fiorilli                  | 2:02     |  |
| 12.    | «Reflexiones» (de Los Speakers IV, 1967)                       | H. Monroy                    | 2:03     |  |
| 13.    | «Mis Sueños» (de Los Speakers IV, 1967)                        | R. García                    | 3:11     |  |
| 14.    | «Después de Tanto Amor» (de Los Speakers IV, 1967)             | H. Monroy                    | 2:06     |  |
| 15.    | «El Tren Que Se Va» (de Los Speakers IV, 1967)                 | R. Fiorilli                  | 2:44     |  |
| 16.    | «Mira Que Bailas Bien» (de Los Speakers IV, 1967)              | Ó. Lasprilla                 | 2:04     |  |
| 17.    | «Cherry-Cherry» (de Los Speakers (EP), 1966)                   | Neil Diamond                 | 2:48     |  |
| 18.    | «Lucila» (de Los Speakers (EP), 1966)                          | Al Collins, Richard Penniman | 2:21     |  |
| 19.    | «Sin tener que mentir» (de Los Speakers (EP), 1966)            | Carter-Lewis-Martín          | 2:00     |  |
| 20.    | «El segundo amor» (de Los Speakers (EP), 1966)                 | Los Brincos                  | 1:58     |  |
| 21.    | «Nunca, Nunca Vida Mia» (de Milo A Go-Go EP, 1966)             | Spencer-Northern             | 1:59     |  |
| 50:35  |                                                                |                              |          |  |

- Datos: Q28501603